# Rengali Dam Project Township
Rengali Dam Project Township es una ciudad censal situada en el distrito de Angul en el estado de Odisha (India). Su población es de 6345 habitantes (2011). Se encuentra a 139 km de Cuttack.

## Demografía
Según el censo de 2011 la población de Rengali Dam Project Township era de 6345 habitantes, de los cuales 3342 eran hombres y 3003 eran mujeres. Rengali Dam Project Township tiene una tasa media de alfabetización del 87,18%, superior a la media estatal del 72,87%: la alfabetización masculina es del 91,31%, y la alfabetización femenina del 82,57%.